# Gielgud Theatre
Il Gielgud Theatre è un teatro sito nella città di Westminster del West End di Londra. Progettato da W. G. R. Sprague, il teatro aprì al pubblico nel 1906 con il nome di Hicks Theatre, prima di essere ribattezzato Globe Theatre nel 1909. Nel 1994, quando Sam Wanamaker fece ricostruire il Globe Theatre di Shakespeare nel Southbank, il teatro fu ribattezzato Gielgud Theatre in onore del celebre attore britannico Sir John Gielgud.

## Storia
Il teatro aprì al pubblico il 27 dicembre 1906 con il nome di Hicks Theatre in onore dell'attore, impresario e drammaturgo Seymour Hicks, per cui fu costruito. Progettato in stile Luigi XVI, il teatro ospitava 970 spettatori su tre livelli, ma nel corso degli anni alcune file e i palchi furono rimossi. Dopo due anni, in cui il teatro fu occupato principalmente da commedie musicali e operette, il teatro fu rilevato dall'impresario americano Charles Frohman, che lo ribattezzò Globe Theatre, un nome che mantenne per ottantacinque anni. Sotto la direzione di Frohman, al teatro furono allestite commedie di Jennie Jerome, Dodie Smith e Noel Coward, oltre che numerosi classici shakespeariani. Nel 1938 John Gielgud diresse e interpretò L'importanza di chiamarsi Ernesto, in una produzione che ottenne grandi plausi di pubblico e critica.
Dopo la fine della seconda guerra mondiale, il teatro continuò ad ospitare apprezzati revival e prime mondiali di drammi di grande successo. Nel 1960 Un uomo per tutte le stagioni fece il suo esordio proprio al Globe Theatre, nel 1987 ottenne un altro grande successo al botteghino con la farsa di Peter Shaffer Amanda Amaranda, con Maggie Smith. Nel 1987 il teatro riaprì dopo importanti lavori di ristrutturazione e nel corso dei due decenni successivi ha ospitato le prime di diverse commedie di Alan Ayckbourn e allestimenti della Royal Shakespeare Company. Nel 1994 il teatro fu ribattezzato Gielgud Theatre. Nel 2003 il teatro fu acquistato da Cameron Mackintosh. Nel 2007 Daniel Radcliffe fece il suo debutto sulle scene londinesi proprio al Gielgud, in un revival di Equus, mentre dal 2009 il teatro è tornato a ospitare musical come Avenue Q o Hair. Negli anni 2010 il teatro ha visto sulle proprie scene acclamate produzioni di musical e drammi di successo, tra cui The Ferryman di Jez Butterworth (2017), Company di Stephen Sondheim (2018), una produzione concertistica di Les Misérables con Alfie Boe e Michael Ball (2019) e un nuovo allestimento di Oliver! diretto da Matthew Bourne (2024).